# Caulifloria

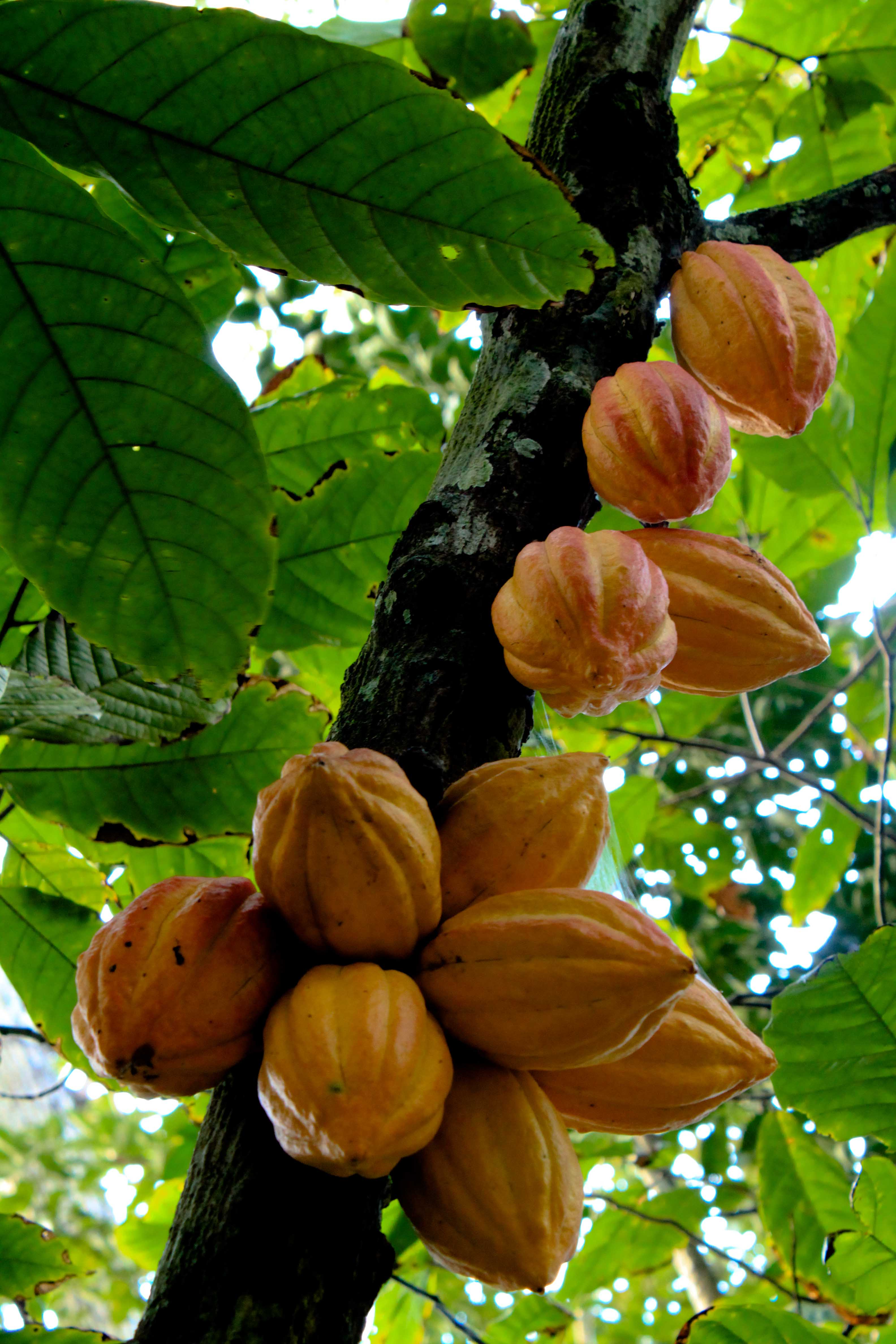
Frutos del cacao creciendo directamente del tronco

Caulifloria es un término botánico para referirse a las plantas cuyas flores y frutos crecen directamente del tallo o del tronco. Esta característica facilita la polinización de los árboles mediante la dispersión de las semillas por animales que no pueden trepar o volar.

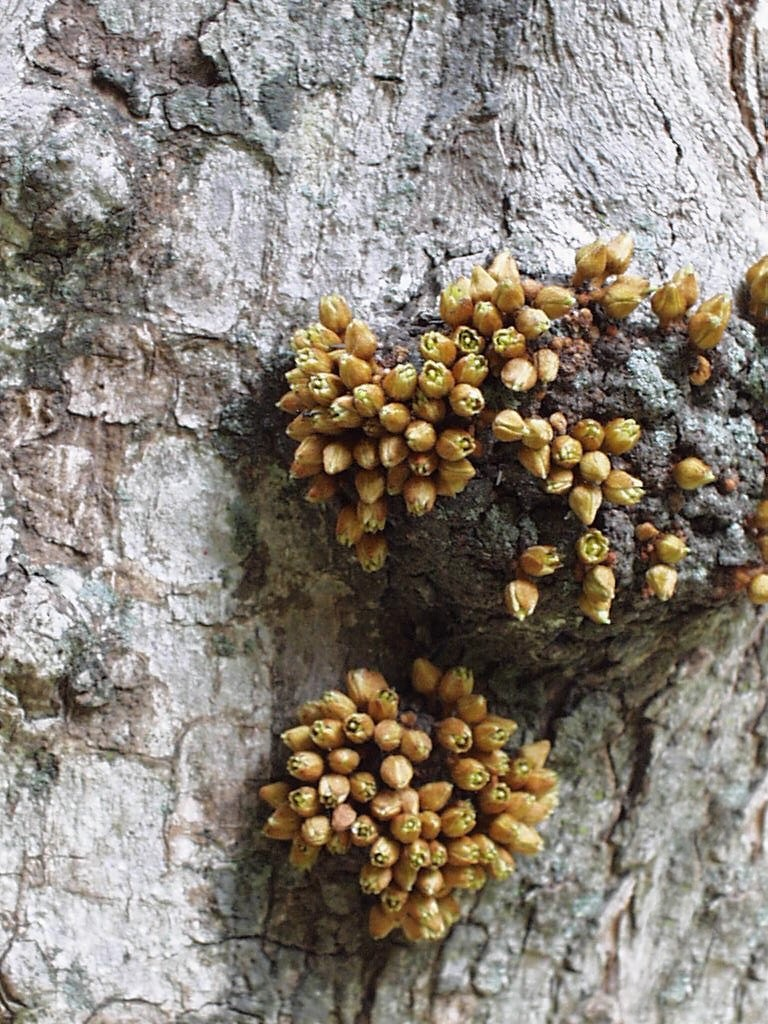
Flores de stamvrug creciendo directamente del tronco

El término proviene del latín: caulis (tronco o tallo) con el sufijo floria (flor).

## Ejemplos
- Ficus sur
- Ficus sycomorus
- Syzygium moorei
- Cacao
- Cempedak
- Cercis
- Dysoxylum spp. incluyendo D.parasiticum y D.spectabile
- Jabuticaba
- Árbol de jaca
- Papaya
- Stamvrug

- Datos: Q250692
- Multimedia: Cauliflory / Q250692